# Nodosariella
Nodosariella es un género de foraminífero bentónico considerado un sinónimo posterior de Pyramidulina de la subfamilia Nodosariinae, de la familia Nodosariidae, de la superfamilia Nodosarioidea, del suborden Lagenina y del orden Lagenida. Su especie-tipo era Nautilus raphanus. Su rango cronoestratigráfico abarcaba desde el Oligoceno hasta la Actualidad.

## Clasificación
Nodosariella incluía a las siguientes especies:
- Nodosariella pacifica
- Nodosariella raphanus